# Selbeck (Mülheim an der Ruhr)
Selbeck ist der südlichste Ortsteil von Mülheim an der Ruhr und gehört zum Stadtteil Saarn.

## Geographie
Selbeck grenzt an die beiden Mülheimer Ortsteile Saarn im Norden und Mintard im Osten, die Ratinger Stadtteile Breitscheid im Süden und Lintorf im Südwesten sowie den Duisburger Stadtteil Rahm im Westen.

## Geschichte
Wahrscheinlich wurde der Urwald durch die Franken erst im 7. und 8. Jahrhundert in Lichtungen gerodet und besiedelt. Es entstand eine bis heute bestehende Streusiedlung der Honschaft Breitscheid mit Selbeck. Erstmals wurde Selbeck im Jahre 1303 unter dem Namen Vouzheim erwähnt. Nach dem Bau der Burg Landsberg durch die Grafen von Berg wurde die Honschaft ab etwa 1295 Teil des Unteramtes Landsberg im alten bergischen Amt Angermund zusammen mit den Honschaften Mintard und Laupendahl. Unter Napoleon Bonaparte (1806–1813) gehörte das Gebiet zur Mairie Eckamp im Kanton Ratingen. Nach der preußischen Übernahme 1815 gehörten Breitscheid und Selbeck zur Bürgermeisterei Mintard. Nach der preußischen Gemeindeordnung erhielt Breitscheid mit dem Ortsteil Selbeck den Status einer Untergemeinde ohne eigene Selbstverwaltung.
Selbeck war ursprünglich landwirtschaftlich geprägt und war eine Streusiedlung. Bereits 1844 wurden jedoch in der Nähe Erzvorkommen entdeckt, hauptsächlich Raseneisenstein und Zink. Die industrielle Ausbeutung des Erzvorkommens begann 1882 durch die „Gewerkschaft Selbecker Erzbergwerke“ (später „Aktiengesellschaft Selbecker Bergwerksverein“) in der Grube „Neu-Diepenbrock“. Bis zur Einstellung des Bergbaus im Jahr 1907 erlebte der Ort eine kurze Blütezeit. Erstmals erhielt Selbeck daher in der Nähe des Bergwerks einen Siedlungsschwerpunkt für die angeworbenen auswärtigen Arbeiter in der Form eines typischen Bergarbeiterdorfes, dessen Straßennamen noch heute auf den früheren Bergbau hinweisen. 1892 erfolgte hier auch der Bau der neugotischen römisch-katholischen St.-Theresia-Kirche (Architekt Franz Schmitz). Bis dahin war die St.-Laurentius-Kirche in Mintard die Pfarre der Bauern. Seit etwa 1556 bestand auf Schloss Linnep eine reformatorisch Hausgemeinde, aus der sich die reformierte Kirchengemeinde Linnep mit eigener Kirche seit 1682 entwickelte, zu der die Selbecker Protestanten noch heute gehören.
Nördlich des Ortskerns eröffnete das Theodor-Fliedner-Werk, jetzt Theodor Fliedner Stiftung, am 26. Juli 1908 auf einem ehemaligen Zechengelände Diepenbrock ein Knabenheim. Auf dem Gelände befindet sich heute die Hauptverwaltung des Theodor-Fliedner-Werks sowie „das Dorf“, eine Wohneinrichtung mit ca. 600 Plätzen für alte und jungen Menschen mit und ohne Behinderungen.
Als Ortsteil von Mülheim an der Ruhr ist Selbeck durch die kommunale Neugliederung am 29. Juli 1929 entstanden. Bei dieser Neugliederung wurden aus der damaligen Landgemeinde Breitscheid-Selbeck (damals Landkreis Düsseldorf) neben den zahlreichen Selbecker Einzelgehöften unter anderen die Orte Selbecker Bergwerk und Zeche Diepenbrock nach Mülheim an der Ruhr eingemeindet. Der Bergbau hatte die Mülheimer Begehrlichkeiten geweckt.
Nach den Zweiten Weltkrieg wurde Selbeck der Britischen Besatzungszone zugeordnet und 1946 Teil des neu gebildeten Landes Nordrhein-Westfalen.

## Sehenswürdigkeiten
Die römisch-katholische Filialkirche St. Theresia von Avila wurde von 1890 bis 1892 errichtet. Weitere denkmalgeschützte Bauwerke in Selbeck sind ein Mühlenhof, ein ehemaliges Brauhaus und mehrere Wohnhäuser.

## Verkehr
Durch Selbeck verläuft in Nord-Süd-Richtung die Bundesstraße 1, die in südlicher Richtung zur Auffahrt Breitscheid der Bundesautobahn 52 führt. 

## Persönlichkeiten
- Paul von Schwarze (1843–1893), Ingenieur, war von 1885 bis zu seinem Tod technischer Leiter der Selbecker Erzbergwerke
- Hermann Kurz (1941–2006), Künstler und Grafiker, hatte Anfang der 1970er Jahre zeitweise sein Atelier in Selbeck